# Miltiadis Ewert
Miltiadis Ewert, gr. Μιλτιάδης Έβερτ (ur. 12 maja 1939 w Atenach, zm. 9 lutego 2011 tamże) – grecki polityk i ekonomista, parlamentarzysta krajowy, burmistrz Aten i minister, w latach 1993–1997 przewodniczący Nowej Demokracji.

## Życiorys
Syn Angelosa Ewerta, komisarza policji w Atenach, uhonorowanego tytułem Sprawiedliwego wśród Narodów Świata.
Miltiadis Ewert ukończył studia w Wyższej Szkole Ekonomii i Biznesu w Atenach. Pracował w instytucjach finansowych i bankowości. Zaangażował się w działalność polityczną w ramach EREN, organizacji młodzieżowej Narodowej Unii Radykalnej, stając w 1963 na jej czele. W okresie junty czarnych pułkowników działał w opozycji, został objęty zakazem opuszczania kraju. W 1974 dołączył do nowo założonej Nowej Demokracji.
W tym samym roku po raz pierwszy został wybrany do Parlamentu Hellenów. Reelekcję uzyskiwał w kolejnych 11 wyborach z rzędu – od 1977 do 2007 włącznie.
W latach 1976–1977 pełnił funkcję wiceministra finansów, następnie do 1980 był ministrem przemysłu i energii, po czym do 1981 zajmował stanowisko ministra finansów. W 1986 złożył mandat poselski w związku z wyborem na urząd burmistrza Aten. Zrezygnował z niego w 1989, powracając do pracy w parlamencie. Ponownie w tym samym roku wszedł do rządu jako minister zdrowia i ochrony socjalnej. Od 1990 do 1991 był natomiast ministrem ds. prezydencji.
3 listopada 1993 został przewodniczącym Nowej Demokracji. Objął tę funkcję po porażce wyborczej swojego ugrupowania i pełnił ją do 21 marca 1997. ND pod jego rządami nie powróciła do sprawowania władzy, został zastąpiony przez Kostasa Karamanlisa. Militiadis Ewert pozostał aktywnym politykiem do 2009, kiedy to zakończył sprawowanie mandatu poselskiego.